# Arichat
Arichat (Liksa'q Kisna Niliksa'q en micmac) est l'une des plus anciennes villes de la Nouvelle-Écosse. Elle a été fondée dans les années 1720. Les voyageurs peuvent y observer des anses, des îles, des côtes rocheuses et des ports. La ville est aussi un ancien évêché.

## Histoire

### Déportation
Après la chute de Louisbourg en 1758, 4 000 habitants de l'île furent déportés, ainsi que beaucoup d'Acadiens. Cependant, un groupe de dix familles acadiennes de Port-Toulouse ont fui vers l'Isle Madame où leurs descendants vivent encore aujourd'hui. En 1771, on comptait 57 familles pour un total de 284 personnes à Arichat, Escousse, et Petit-de-Grat.  En 1774, la population du Cap-Breton s'élèvait à 1 011 personnes, dont la moitié à Arichat et Petit-de-Grat.

### Convention nationale
La 4e Convention nationale acadienne a eu lieu à Arichat en 1900.